# Billy Swan
Billy Swan, född 12 maj 1942 i Cape Girardeau i Missouri, är en amerikansk countrymusiker. Han hade en listetta i USA 1974 med låten "I Can Help". Swan har länge spelat basgitarr i Kris Kristoffersons band, och har även skrivit låtar som spelats in av Mel Tillis, Conway Twitty och Waylon Jennings.

## Diskografi (urval)
Album
- 1974 – I Can Help
- 1975 – Rock 'n' Roll Moon
- 1976 – Billy Swan
- 1977 – Four
- 1978 – You're OK, I'm OK

Singlar (topp 50 på Billboard Hot Country Songs)
- 1974 – "I Can Help" (#1) (också #1 på Billboard Hot 100)
- 1975 – "Everything's the Same (Ain't Nothing Changed)" (#17)
- 1976 – "Just Want to Taste Your Wine" (med The Jordanaires) (#45)
- 1978 – "Hello! Remember Me" (#30)
- 1981 – "Do I Have to Draw a Picture" (#18)
- 1981 – "I'm into Lovin' You" (#18)
- 1981 – "Stuck Right in the Middle of Your Love" (#19)
- 1982 – "With Their Kind of Money and Our Kind of Love" (#32)
- 1983 – "Rainbows and Butterflies" (#39)
- 1986 – "You Must Be Lookin' for Me" (#45)